# 飯田ぽち。
飯田ぽち。（いいだぽち）は日本の女性漫画家、イラストレーター、バーチャルYouTuber、キャラクターデザイナー。ストレートエッジ所属。以前の名義として「飯田のぎ」、サークル「ぽち小屋。」として同人活動を行うときに用いる名義として「ぽち。」、バーチャルYouTuberとしての名義は「ぽちまる」がある。YouTubeチャンネル名も「ぽち小屋ちゃんねる」と題している。

## 概要
筑波大学芸術専門学群出身。大学在学中より漫画を連載。2019年3月2日よりバーチャルYouTuber（バ美肉）ぽちまるとして活動開始。2020年8月にはとらのあな25周年記念企画「オンラインとら祭り2020夏」に愛園愛美、伊東ライフ、水龍敬らと共に出演した。2022年9月23日に飯田ぽち。としての2Dモデルを公開した。

## 主な作品

### 漫画
- 未来少女エモモーション（月刊コミックアライブ2011年5月号[6] - 2012年、原作： 海冬レイジ、MFコミックスアライブシリーズ、全2巻）※「飯田のぎ」名義
- 姉なるもの (『電撃G'sコミック』2016年5月号[7] - 2019年3月号→WEB版に移行して連載中、電撃コミックスNEXT、既刊6巻)
- アクア・バレット（『ソードアート・オンライン 電撃コミックアンソロジー 1 彼と剣と彼女と恋と。』収録、電撃コミックスNEXT）

### 挿絵
- 黒の夜刀神（富士見ファンタジア文庫、作：手島史詞）※「飯田のぎ」名義
- 通常攻撃が全体攻撃で二回攻撃のお母さんは好きですか?（富士見ファンタジア文庫、作：井中だちま）

### バーチャルYouTuberデザイン
- ぽちまる（本人）
- 雪丸玖
- 芦枝レンリ
- 夏梅ウルタ
- パヴォリア・レイネ（Pavolia Reine、ホロライブID）
- 日ノ森あんず
- 禰好亭めてお

### その他
- Fate/Grand Order 概念礼装イラスト
- 自衛隊茨城地方協力本部ポスター（デザイン、キャラクター原案）[8]
- 『僕の心のヤバイやつ』第6巻特装版小冊子（2022年1月） - イラスト寄稿[9]